# The Rapture (gruppo musicale)
I The Rapture sono un gruppo musicale statunitense formatosi nel 1998. Scioltosi nel 2014, sono tornati in attività nel 2019.

## Storia
I Rapture si sono formati nel 1998 su idea del batterista Vito Roccoforte e del cantante Luke Jenner. La band è stata completata dal bassista Matt Safer. Nel 1999 viene pubblicato l'album di debutto, Mirror.
Dopo l'entrata in formazione del multistrumentista Gabriel Andruzzi, viene pubblicato Echoes nel 2003, accompagnato da recensioni molto positive. L'anno successivo la band viene invitata dai The Cure per essere uno degli headliner nel loro Curiosa Festival; insieme a loro e alle leggende del post punk britannico suonarono anche band come Interpol, Mogwai e altre.
Dopo un DVD, Is Live, and Well, in New York City, la band pubblica un altro album nel 2006, intitolato Pieces of the People We Love.

## Discografia

### Album in studio
- 1999 - Mirror
- 2003 - Echoes
- 2006 - Pieces of the People We Love
- 2011 - In the Grace of Your Love

### Raccolte
- 2008 - Tapes

### EP
- 2001 - Out of the Races and Onto the Tracks

## Formazione
- Luke Jenner - voce, chitarra
- Vito Roccoforte - batteria
- Matt Safer - voce, basso
- Gabriel Andruzzi - tastiera, chitarra